# 暖暖環遊世界
《暖暖环游世界》是由苏州叠纸网络科技有限公司開發的換裝養成類手機遊戲，于2013年7月23日发布，初由猎豹移动代理，后改由叠纸网络自主发行；2014年12月推出泰文版本，2015年2月上线日文版。2019年11月宣布停止更新，以往活動套裝將以相同活動形式復出，另外「二十四節氣」、「十二星座」、「神秘塔羅」系列將會陸續補完套裝。2021年6月23日新系統上線，推出限時活動週循環復刻、與充值套裝長期復刻。
此为暖暖系列继《暖暖的换装物语》之后的第二代作品，续作为《奇蹟暖暖》。

## 游戏地图

### 世界之旅
- 序章
- 日本区域1
- 日本区域2
- 中国区域1
- 中国区域2
- 中国区域3
- 泰國区域1
- 泰國区域2
- 印度
- 斯里蘭卡
- 俄羅斯
- 芬兰
- 丹麦
- 英国区域1
- 英国区域2
- 法國
- 德国
- 瑞士
- 奥地利
- 義大利
- 西班牙
- 埃及
- 南非
- 区域1
- 区域2
- 新西兰
- 太平洋
- 南极
- 阿根廷
- 智利
- 秘魯
- 巴西区域1
- 巴西区域2
- 加拿大1
- 热气球乐园
- 加拿大2
- 美国
- 繁星之境
- 終章

### 时光梦境
- 奥尔良

## 人物介绍
| 角色   | 中国配音演员 | 日本配音演员 | 备注                                                                 |
| 暖暖   | 新月冰冰     | 花泽香菜     | 暖暖系列游戏中的主角，本名苏暖暖。爱好是换装、折纸和收集可爱的东西。 |
| 大喵   | 洛如菲       | 大谷育江     | 一直陪伴暖暖的一只宠物猫，喜欢吃五花肉、吐槽和评分。                 |
| 优优   | 幽舞越山     | 泽城美雪     | 暖暖的姐姐。                                                         |
| 啪嗒   |              | 村川梨衣     | 喜欢研究各种占卜术和收集幸运物。                                     |
| 江川南 |              | 朴璐美       | 暖暖在中国的伙伴。                                                   |
| 布朗   |              | 神谷浩史     | 暖暖的伙伴，真实身份是异国的王子。                                   |